# Мафія Мама
«Мафія Мама» (англ. Mafia Mamma) — американський комедійний бойовик 2023 року, знятий режисеркою Кетрін Гардвік за сценарієм Майкла Дж. Фельдмана та Деббі Джун, що заснований на оригінальній історії французької письменниці Аманди Штерс. У головних ролях знялися Тоні Коллетт і Моніка Белуччі.
Основні зйомки пройшли в Римі у 2022 році, спільний американо-британо-італійський фільм вийшов у прокат 14 квітня 2023 року.

## Сюжет
Американка Крістін, яка переживає кризу в кар'єрі та шлюбі, несподівано стає єдиною спадкоємицею бізнесу свого дідуся-італійця, якого не бачила з раннього дитинства. Вона прибуває на похорон та дізнається, що скромне виноробне підприємство родини Бальбано в Калабрії насправді є прикриттям для кримінального бізнесу могутньої місцевої гілки сицилійської мафії. І саме Крістін має очолити родину в часи загострення кривавої війни із родиною Романо. Мало хто вірить у новоспечену «хрещену мати», але Крістін несподівано навіть для себе розбирається із численними проблемами.

## У ролях
- Тоні Коллетт — Крістін, рекламниця, спадкоємиця бізнесу мафії
- Моніка Беллуччі — Б'янка, «генерал» мафіозної родини Бальбано[3]
- Софія Номвете — Дженні, адвокатка, подруга Крістін
- Едуардо Скарпетта — Фабріціо, троюрідний брат Крістін, претендент на місце глави мафії
- Альфонсо Перуджині — Данте, охоронець Крістін
- Франческо Мастроянні — Альдо, охоронець Крістін
- Джуліо Корсо — Лоренцо, італійський коханець Крістін
- Дора Романо — Есмеральда, тітка Лоренцо
- Джузеппе Дзено — Карло Романо, новий глава родини Романо
- Вінченцо Пірротта — «Мамоне» Романо, «генерал» родини Романо
- Томмі Роджер — Доменік, син Крістін
- Тім Дейш — Пол, чоловік-зрадник Крістін
- Алессандро Кремона — Бруно, найкращий кілер родини Романо
- Алессандро Брессанелло — Дон Джузеппе Бальбано, дідусь Крістін

## Виробництво
У жовтні 2021 року повідомлялося, що "Мафія Мама" перебуває на стадії препродакшну, а режисеркою стрічки стала Кетрін Гардвік. Майкл Дж. Фельдман і Деббі Джун написали сценарій, заснований на оригінальній історії Аманди Стерс. Тоні Коллетт, Моніка Беллуччі та Роб Г'юбел приєдналися до акторського складу в головних ролях.

Основні зйомки відбувалися у травні 2022 року на локації в Римі, Італія.